# Pseudokreis
Die Pseudokreis ist im mathematischen Teilgebiet der Algebraischen Topologie ein lediglich aus vier Punkten bestehender topologischer Raum, welcher schwach homotopieäquivalent zum Kreis ist.

## Definition
Seien {\displaystyle l} (eng. left für links), {\displaystyle r} (eng. right für rechts), {\displaystyle t} (eng. top für oben) und {\displaystyle b} (eng. bottom für unten) vier Punkte. Nun ist der Pseudokreis die Menge {\displaystyle \mathbb {S} =\{l,r,t,b\}} mit der Topologie:
{\displaystyle \{\{l,r,t,b\},\{l,r,t\},\{l,r,b\},\{l,r\},\{l\},\{r\},\emptyset \}.}
Durch die Abbildung {\displaystyle S^{1}\rightarrow \mathbb {S} }, welche dem Nordpol von {\displaystyle S^{1}} den Punkt {\displaystyle t\in \mathbb {S} }, dem Südpol von {\displaystyle S^{1}} den Punkt {\displaystyle b\in \mathbb {S} }, dem linken offenen Halbkreis den Punkt {\displaystyle l\in \mathbb {S} } und dem rechten offenen Halbkreis den Punkt {\displaystyle r\in \mathbb {S} } zuordnet, ist der Pseudokreis schwach homotopieäquivalent zum Kreis. Dadurch ist insbesondere {\displaystyle \pi _{1}(\mathbb {S} )\cong \mathbb {Z} }, wobei die gerade beschriebene Abbildung ein Generator ist. Umgekehrt ist jedoch jede stetige Abbildung {\displaystyle \mathbb {S} \rightarrow S^{1}} konstant.

## Verallgemeinerungen
Allgemeiner dient der Pseudokreis nur als einfachstes Beispiel des sehr viel stärkeren Resultates, dass jeder Homotopie-, Homologie- und Kohomologietyp eines Simplizialkomplexes sogar durch einen endlichen topologischen Raum dargestellt werden kann. Für jeden Simplizialkomplex {\displaystyle K} gibt es einen endlichen topologischen Raum {\displaystyle X} und für jeden endlichen topologischen Raum {\displaystyle X} gibt es einen Simplizialkomplex {\displaystyle K}, sodass eine schwache Homotopieäquivalenz:
{\displaystyle |K|\rightarrow X}
existiert. Dabei ist {\displaystyle |K|} die geometrische Realisierung von {\displaystyle K}.